# Santa Cruz del Norte
Santa Cruz del Norte är en kommun och stad i Kuba.   Den ligger i provinsen Provincia Mayabeque, i den nordvästra delen av landet, 50 km öster om huvudstaden Havanna vid floden Santa Cruz mynning. Kommunens befolkning uppgick till 33 692 invånare i slutet av 2007, på en yta av 379,18 kvadratkilometer. Staden grundades 1800 och var ett fiskarsamhälle på den tiden. Idag är staden mest känd för tillverkning av romen Havana Club.